# Mesne
Mesne – część wsi Kuźniaki w Polsce położona w województwie świętokrzyskim, w powiecie kieleckim, w gminie Strawczyn.
W latach 1975–1998 Mesne administracyjnie należało do województwa kieleckiego.